# Steyerbromelia ramosa
Steyerbromelia ramosa är en gräsväxtart som först beskrevs av Lyman Bradford Smith, och fick sitt nu gällande namn av Bruce K. Holst. Steyerbromelia ramosa ingår i släktet Steyerbromelia och familjen Bromeliaceae. Inga underarter finns listade i Catalogue of Life.